# Erfahrungsfeld der Sinne Eins+Alles
Das Erfahrungsfeld der Sinne Eins+Alles ist ein anthroposophisch orientierter Freizeit- und Erlebnispark im Welzheimer Wald. Dort kann an zahlreichen Stationen experimentell die eigene Sinneswahrnehmung entdeckt und geschult werden. Eins+Alles ist Teil der Christopherus Lebens- und Arbeitsgemeinschaft e.V. in der Laufenmühle und wird als Werkstatt für behinderte Menschen betrieben. Inhaltlich schließt es an die von Hugo Kükelhaus (1900–1984) entwickelte Idee eines Erfahrungsfelds zur Entfaltung der Sinne sowie die von Rudolf Steiner (1861–1925) geschaffene Sinneslehre an. Von anderen Erfahrungsfeldern unterscheidet sich Eins+Alles vor allem in zwei Aspekten: Es wurde zum einen als Projekt zur gesellschaftlichen Teilhabe geistig behinderter Menschen initiiert. Sein Ziel ist, die betreuten Mitarbeiter so weit wie möglich selbst als Betreiber des Angebots in Erscheinung treten zu lassen und damit Berührungsängste zwischen behinderten und nicht-behinderten Menschen abzubauen. Zum anderen spielt die Bildende Kunst, und hier insbesondere die Land Art in der Gestaltung der Installationen und des Geländes eine übergeordnete Rolle und verleiht Eins+Alles eine individuelle Ästhetik.

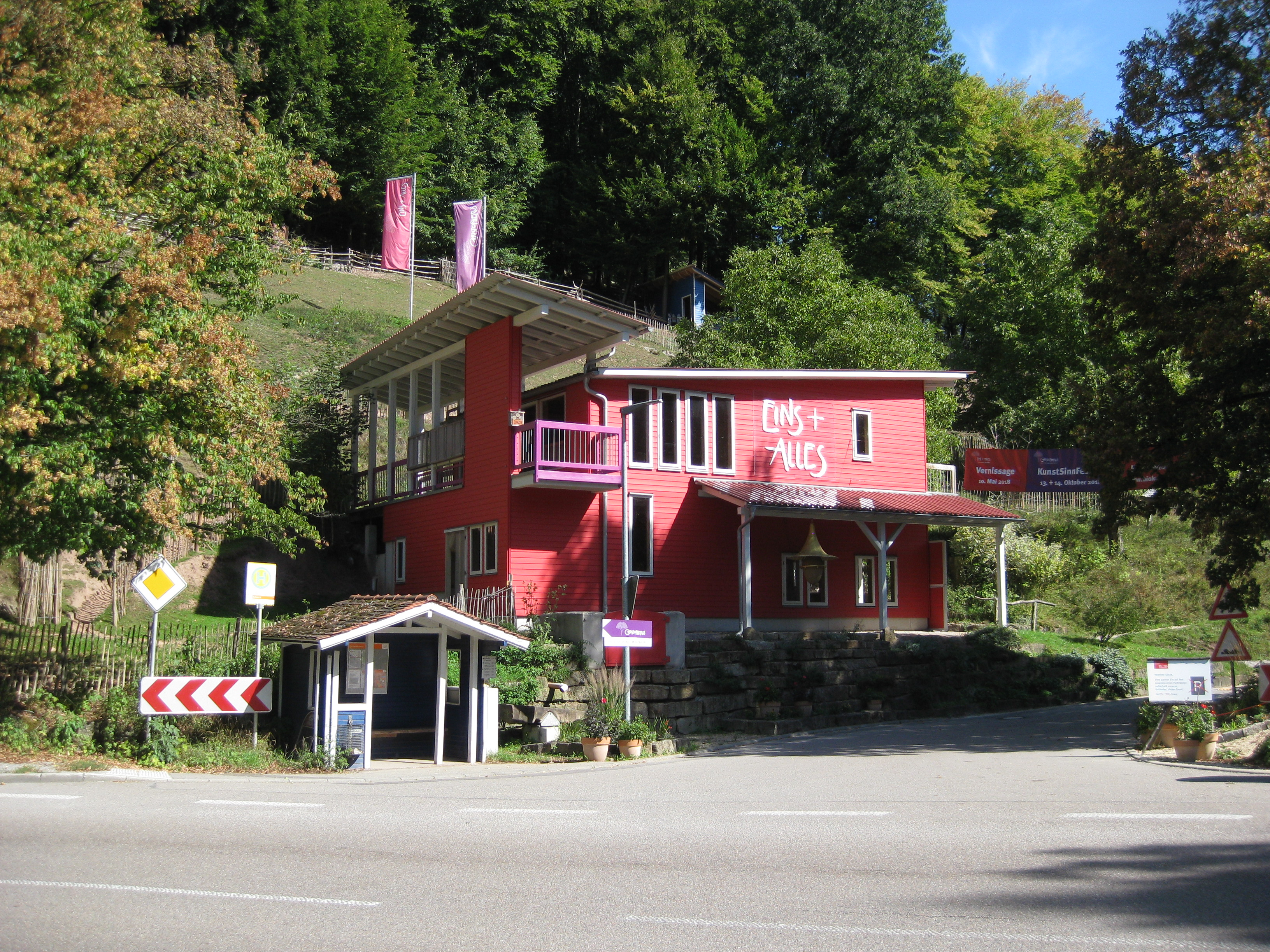
Eingangsbereich

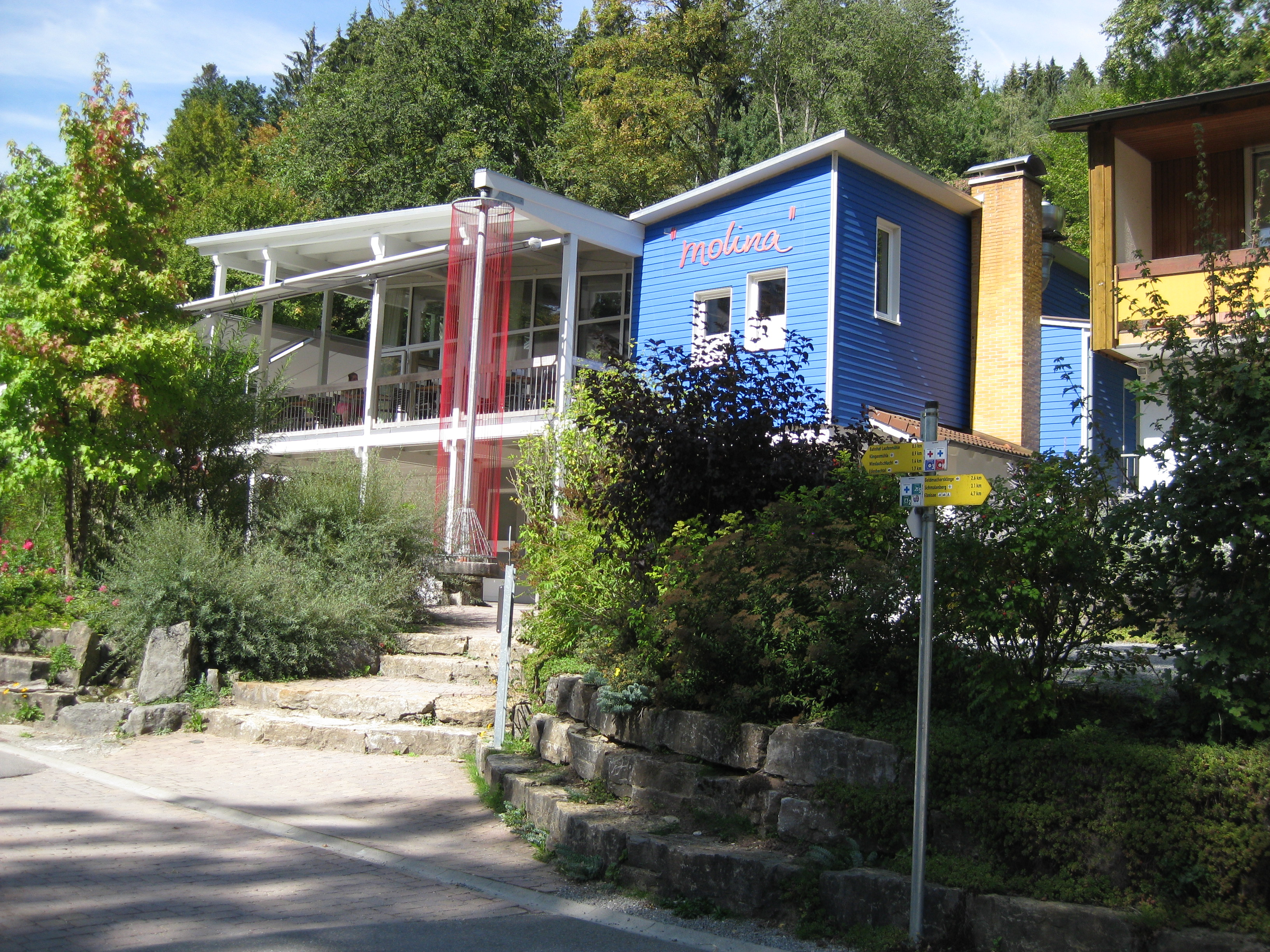
Restaurant molina

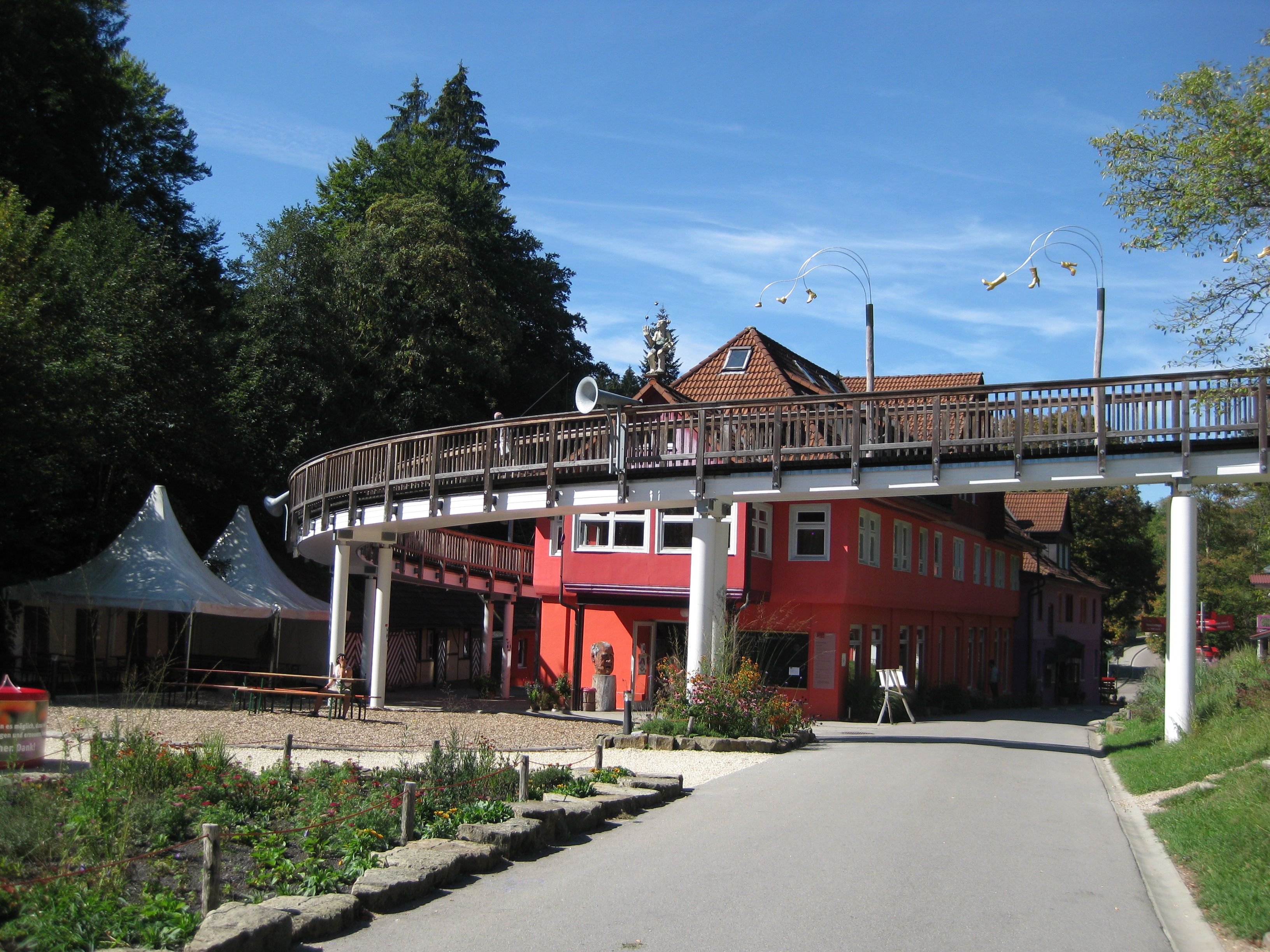
Eins- und Alles

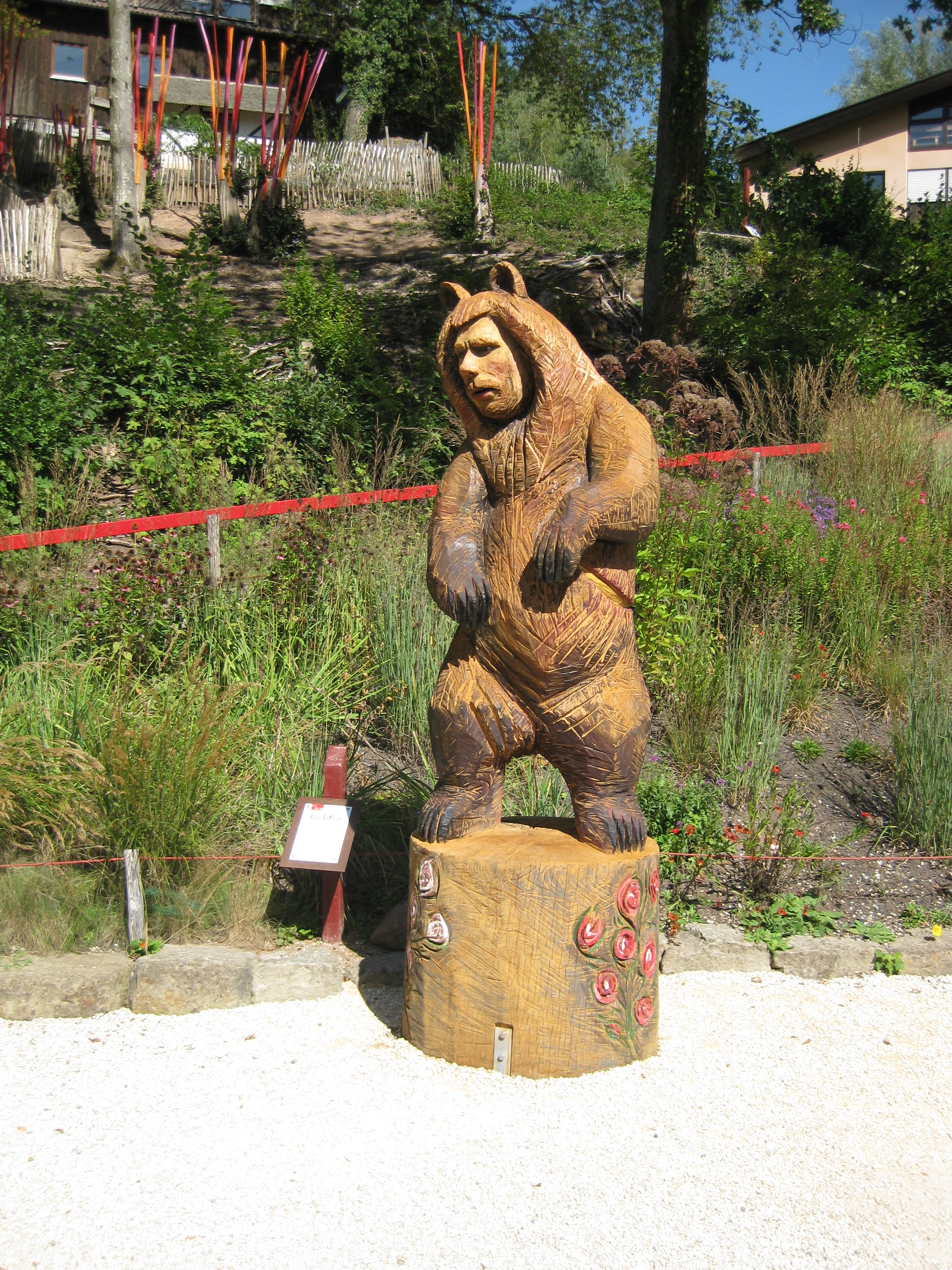

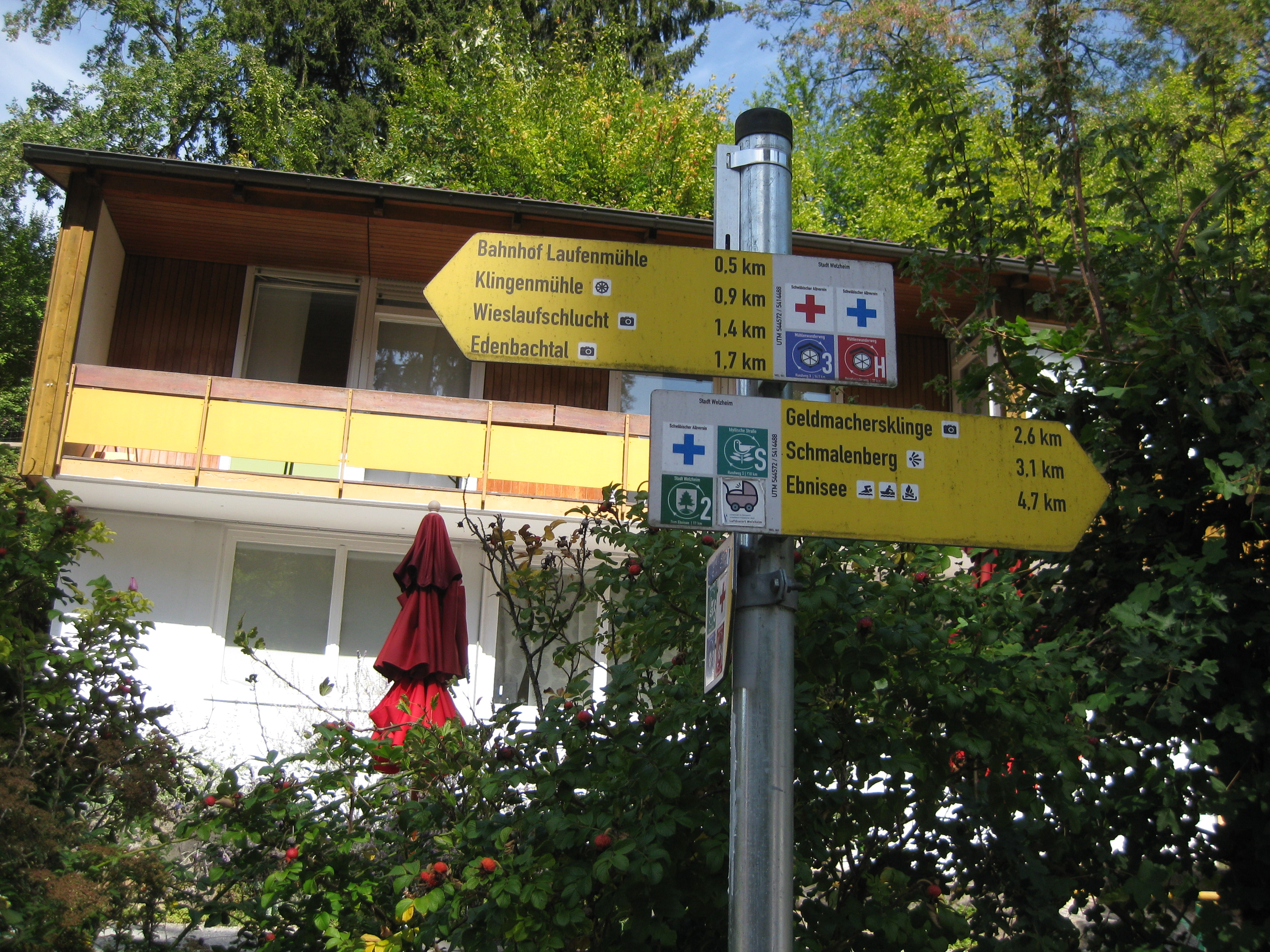
Wanderwege

## Geschichte
Im Zuge der allgemeinen Inklusionsbestrebungen in der Behindertenarbeit hatte sich der etwa 2,5 km von der Kleinstadt Welzheim entfernte, in einem entlegenen Teil des Wieslauftals fernab des kulturellen und gesellschaftlichen Lebens gelegene Standort der Behinderteneinrichtung als problematisch herausgestellt – die Begegnung mit der Mehrheitsgesellschaft konnte unter den gegebenen Umständen kaum stattfinden. Zugleich war es der Einrichtungsleitung aber ein Anliegen, die intakte Infrastruktur und das gewachsene Lebensumfeld der Bewohner nicht aufzulösen, sondern im Gegenteil effektiv zu nutzen. In der Geschäftsführung entstand daher nicht die Vision einer gesellschaftlichen Integration, im klassischen Sinne, sondern der umgekehrte Gedanke, die Gesellschaft in das Einrichtungsleben einzuladen (Inversintegration). Mit dem Erfahrungsfeld sollte dabei ein attraktives Angebot geschaffen werden, das einerseits Gäste anzieht, und andererseits behinderten Mitarbeitern die Möglichkeit bietet, in serviceorientierten Einsatzbereichen in den lebendigen Austausch mit Besuchern zu kommen. Substanziell wurde dieses Vorhaben auch durch das anthroposophische Menschenbild untermauert, das den (behinderten) Menschen weniger als defizitär, sondern vielmehr als mit besonderen Fähigkeiten ausgestattet begreift. Vor diesem Hintergrund soll das Erfahrungsfeld auch zu einer veränderten gesellschaftlichen Wahrnehmung behinderter Menschen beitragen.
Für das unternehmerische Vorhaben musste ein Kredit von rund 2 Millionen Euro aufgenommen werden, der von der GLS Gemeinschaftsbank ausgegeben wurde. Ein erster Bauabschnitt wurde 2006 und Anfang 2007 realisiert, so dass das Erfahrungsfeld am 6. Juli 2007 eröffnet werden konnte. Seither sind sowohl das bespielte Gelände als auch das Spektrum der Angebote jährlich erweitert worden. Insbesondere durch eine Kooperation mit der Edith-Maryon Schule für Bildhauerei sind seit Eröffnung zahlreiche Stationen hinzugekommen. 2016 haben mehr als 85.000 Gäste das Erfahrungsfeld besucht.

## Gelände
Das Gelände gliedert sich in verschiedene Innen- und Außenbereiche, die zusammen etwa 100 Stationen umfassen. Der Großteil der Fläche ist Eigentum der Christopherus Lebens- und Arbeitsgemeinschaft, einige Teile im hügeligen Waldgelände gehören der Stadt Welzheim, welche diese Flächen zur Nutzung für das Erfahrungsfeld-Projekt zur Verfügung gestellt hat.

### Innenbereich
Zu den Indoor-Angeboten zählen das Ausstellungshaus Die Rote Achse mit etwa 30 Erfahrungsstationen auf 600 m² Ausstellungsfläche, an denen Bewegungs-, Tast-, Geruchs-, Hör- und Gleichgewichtssinn experimentell erforscht werden können. Ein Schwerpunkt liegt dabei darauf, Besucher am eigenen Leib die Wahrnehmung eines Kindes erfahren zu lassen bzw. zu erinnern, etwa durch überdimensionierte Stationen wie die Maxi-Möbel. Weiterhin existiert ein Dunkelbereich mit einem Gang, in dem man sich tastend orientieren muss, sowie ein Dunkelrestaurant, in dem in regelmäßigen Abständen abends mehrgängige Menüs mit erlebnispädagogischem Rahmenprogramm angeboten werden.

### Außenbereich
Der Außenbereich ist der flächenmäßig deutlich größere Teil des Erfahrungsfelds. Er umfasst den Wunderweg, einen Niedrigseilgarten, die Tieroase sowie als Herzstück den Aktionsplatz, dem sich ein Feuerzelt und eine mongolische Jurte anschließen. Seit 2010 ist in einem gemeinsamen Projekt mit der Albertville-Realschule außerdem eine monumentale Weidenkathedrale, der sog. Zukunftsbau entstanden.

#### Wunderweg
Der etwa 4,5 km lange Erlebnispfad (seit 2013 Wunderweg benannt) wird von zahlreichen Sinnesstationen, Skulpturen und Land-Art-Installationen gesäumt. Als ein Rundweg konzipiert, führt er den Besucher südöstlich der Christopherus-Einrichtung und oberhalb des Verlaufs der Wieslauf durch den Wald. Das Spektrum der Stationen reicht von Aktivangeboten wie einem Barfußpfad und einem 250 Meter langen Labyrinth über Inspirationsorte wie dem Beuys-Platz, an dem auf Spiegeln das von Joseph Beuys verfasste Gedicht Lebe zu lesen ist, bis hin zu monumentalen Installationen wie die Waldkugelbahn, die den Weg der Kugel nicht nur sicht-, sondern auch hörbar macht.

#### Wald der Balance
Neben einem Niedrigseilgarten mit verschiedenen Balance-Elementen werden im Kletterbereich auch geführte Kletter-Programme wie das traditionelle Baumklettern der Baumpfleger oder Klettern am Affenbaum angeboten.

#### Tieroase
In der Tieroase des Erfahrungsfeldes leben Lamas, Schafe, Esel, Ziegen, Hasen, Meerschweinchen, Chinchillas, Schmetterlinge und verschiedene Insekten. Die Tierpflege und die Betreuung von Gästen wird zu großen Teilen von geistig behinderten Mitarbeitern des Erfahrungsfeldes übernommen. Die intensive Beziehung zu den Tieren und verantwortungsvolle pflegerische Aufgaben wird auch aus therapeutischen Gründen angestrebt.

#### Aktionsplatz
Der Aktionsplatz im Zentrum des Erfahrungsfelds bietet neben einem weitläufigen Klettergerüst mehrere Stationen, an denen auch in Gruppen Sinneserfahrungen gemacht werden können. Dazu zählen eine große Balancierscheibe, die Partnerschaukel und der Pendelstein. Weiterhin schließt sich ein Feuerzelt an.

#### WeidenkathedraleZukunftsbau
Auf Initiative des Erfahrungsfelds und unter der Trägerschaft des Rems-Murr-Kreises konnte im Frühjahr und Sommer 2010 vis-à-vis dem historischen Bahnhof Laufenmühle der Zukunftsbau realisiert werden. Dabei wurden jeweils 20 Weidenruten von ca. 7 m Länge zu einer helixförmigen Säule verflochten und insgesamt 32 dieser Säulen verpflanzt. Entstanden ist in mehreren Wochen Bauzeit ein Gebäude von mehr als 750 m² Innenfläche, mit einem kleinen Amphitheater im Zentrum. Der Zukunftsbau stellt damit heute die weltweit größte Weidenarchitektur in dieser Bautechnik dar. An seiner Umsetzung haben sich neben Bewohnern der Laufenmühle über 900 Schüler, vornehmlich aus der Albertville-Realschule Winnenden, aber auch weiterer Schulen der Region, etwa des Schulzentrums Welzheim und der Waldorfschule Backnang, beteiligt.

Das Projekt Zukunftsbau – die Weidenkathedrale will nicht nur zum sanften Tourismus in der Region Welzheimer Wald beitragen, sondern verstand sich auch als Sozialimpuls: Ein Jahr nach dem Amoklauf sollte den traumatischen Erfahrungen der Schüler und Lehrer, ein Vorhaben als positives Pendant entgegengestellt werden, in dem das Gelingen von der Initiative jedes Einzelnen und der gemeinschaftlichen Leistung aller Akteure abhing. Die immer weiter miteinander verwachsenden Weidenruten sollen dabei symbolisch verkörpern, was auch unter den beteiligten Helfern angestrebt wurde: Eine stabile, tragfähige Gemeinschaft zu bilden, deren zentrale Werte Vertrauen und die Bereitschaft zu gegenseitiger Unterstützung bilden. Das EU-Projekt wurde mit LEADER-Mitteln zur Entwicklung des ländlichen Raumes gefördert.

## Café-Restaurant molina
An das Erlebnisgelände ist ein Café und Restaurant angeschlossen, in dem behinderte wie nicht-behinderte Menschen als Servicekräfte tätig sind. Das Konzept ist, auch das Essen zu einer Sinneserfahrung zu machen, z. B. durch erlebnisgastronomische Angebote wie Tafeln im Dunkeln. Die molina verfügt neben einem Innenraum auch über eine Sonnenterrasse für etwa 100 Gäste. Außerdem gibt es einen Kiosk, der ebenfalls von geistig behinderten Menschen mit betrieben wird.

## Kaffeerösterei Laufenmühle
Seit 2010 ist eine Bio-Kaffeerösterei Bestandteil des Erfahrungsfeldes der Sinne Eins+Alles. Die Rösterei kooperiert mit kleinen Betrieben in Brasilien, Sumatra, Papua-Neuguinea, Peru, Honduras und Äthiopien, die in Handarbeit ihre Plantagen bewirtschaften. Dadurch soll ein faires Auskommen der Bauern und ihrer Familien erreicht werden. In der Rösterei wird der Kaffee im Trommelröstverfahren veredelt. Gleichzeitig bietet die Rösterei 6–18 Menschen mit Behinderung einen Arbeitsplatz. Die Rösterei Laufenmühle ist Mitglied der Deutschen Röstergilde, dem Verband der Spezialitäten-Kaffeeröster.